# 帕克鎮區 (密歇根州渥太華縣)
帕克鎮區（英語：Park Township）是位於美國密歇根州渥太華縣的一個行政鎮區。

## 地方資料
帕克鎮區的面積為55.20平方千米，當中陸地面積為49.90平方千米，而水域面積為5.30平方千米。根據2020年美國人口普查的數據，當地共有人口18625人，而人口密度為每平方千米337.41人。